# Matthew Isen
Matthew Isen (* 12. Februar 2000) ist ein kanadischer Schauspieler und Musiker.

## Leben
Isen stammte aus Thornhill, Ontario und wuchs mit einem Bruder auf. Er beherrscht mehrere Instrumente wie Klavier, Gitarre, Trompete, Flöte und Ukulele. Bereits während seiner Schulzeit kristallisierte sich sein schauspielerisches Talent heraus. So übernahm er mit neun Jahren die Rolle des Aladdin in einem Schulprojekt.
Von 2016 bis 2017 stellte er die Rolle des Jax Gardner in insgesamt 60 Episoden der Fernsehserie Backstage dar. 2017 hatte er eine Episodenrolle in Murdoch Mysteries inne. 2019 folgten zwei Besetzungen in Kurzfilmen und eine Rolle in einem Spielfilm.

## Filmografie
- 2016–2017: Backstage (Fernsehserie, 60 Episoden)
- 2017: Murdoch Mysteries (Fernsehserie, Episode 11x06)
- 2019: Resolve (Kurzfilm)
- 2019: Brotherhood
- 2019: Gamer (Kurzfilm)